# Fundación de Castilla y León
La Fundación de Castilla y León es una organización española promovida por las Cortes de Castilla y León. El presidente de las Cortes es también presidente de la fundación.
Se fundó en 2003 con el nombre de Fundación Villalar, denominación que conservó hasta junio de 2020, cuando también modificó sus estatutos. Sus objetivos iniciales fueron la promoción del sentimiento de pertenencia a la comunidad de Castilla y León y convertir a la población de Villalar de los Comuneros en la depositaria de los símbolos de la región. En 2020 se renunció a ellos y se potenció el carácter social y cultural de la Fundación. Esta institución se encarga cada 23 de abril de organizar en esta localidad la fiesta oficial de la comunidad, que recuerda la derrota del movimiento comunero. También convoca becas, organiza concursos escolares y cuenta con varias publicaciones sobre la historia, la geografía y el patrimonio de Castilla y León.
En su fundación participaron todos los partidos políticos con representación en las Cortes, salvo la Unión del Pueblo Leonés (UPL), que se opuso a su existencia y siempre ha defendido su disolución.